# Weltwasserrat
Der Weltwasserrat (englisch: „World Water Council“, WWC) ist eine im Jahr 1996 gegründete politische Denkfabrik mit Sitz in Marseille.
Der Weltwasserrat initiierte unter dessen damaligem Präsidenten Mahmoud Abu Zeid, dem ägyptischen Minister für Wasserressourcen und Bewässerung, das seit 1997 alle drei Jahre stattfindende Weltwasserforum. Dem Weltwasserrat gehören über 300 Vertreter aus Wirtschaft (z. B. des französischen Stromversorgers EdF und des Baukonzerns Mitsubishi Heavy Industry), von Ministerien, Wissenschaft, internationalen Finanzeinrichtungen (zum Beispiel der Weltbank), der UN und lokaler Regierungen an. Zu den WWC-Gründern zählen die Vorstände internationaler Unternehmen wie des multinationalen Konzerns Suez.

## Ziele
Nach eigenen Angaben will der Weltwasserrat „Bewusstsein und Handlungen in Bezug auf kritische Fragen beim Thema Wasser auf allen Ebenen fördern, darunter auch auf der höchsten Entscheidungsebene, sowie die effiziente Erhaltung, den Schutz, die Entwicklung, Planung, das Management und den Gebrauch von Wasser in all seinen Ausmaßen auf einer umweltverträglichen Basis zum Nutzen allen Lebens auf der Erde fördern.“ Der Weltwasserrat finanziert sich nach eigenen Angaben durch Beiträge seiner Mitglieder, sowie durch die Unterstützung durch die Stadt Marseille. Einzelne Projekte des WWC werden durch Spenden und Zuschüsse von Regierungen, internationales Organisationen und Nichtregierungsorganisationen finanziert.

## Organisation
William J. Cosgrove, ehemaliger Vizepräsident der Weltbank war bis 2004 Leiter des Weltwasserrats. Sein Nachfolger wurde am 18. März 2005 Loïc Fauchon, Chef der "Groupe des Eaux de Marseille". Loïc Fauchon war zuvor Berater des Präsidenten des WWC und anschließend Vizepräsident der Organisation.

## Kritik
Kritiker werfen dem Weltwasserrat vor, die Privatisierung der Wasserversorgung voranzutreiben. Ein Indiz dafür sei der große Einfluss der Wasserkonzerne im Weltwasserrat. Der kanadische Aktivist Tony Clarke bezeichnete den Weltwasserrat als einen „Deckmantel der Wasserlobby“.